# Acrolocha
Acrolocha — род стафилинид из подсемейства и подсемейства Omaliinae.

## Описание
Третий сегмент усиков у основания гораздо тоньше, чем вершина второго. Задние лапки длиннее по длине равны половине голени. Тело расширяется по направлению назад.

## Систематика
К роду относятся:
- вид: Acrolocha amabilis (Heer, 1841)
- вид: Acrolocha daccordii Zanetti, 1979
- вид: Acrolocha minuta (Olivier, 1795)
- вид: Acrolocha newtoni Thayer, 2003
- вид: Acrolocha pliginskii Bernhauer, 1912
- вид: Acrolocha sulcula (Stephens, 1834)